# Johann Friedrich von Brandt
Johann Friedrich von Brandt (Jüterbog, Duitsland, 25 mei 1802 - Meriküla, Gouvernement Estland, 15 juli 1879) was een Duits natuuronderzoeker en zoöloog.
Brandt studeerde aan het gymnasium van Wittenberg en aan de Universiteit van Berlijn. Hij werd in 1831 aangewezen als directeur in het zoölogisch departement van de Russische Academie van Wetenschappen.
Hij beschreef vele vogels die werden meegenomen door Russische ontdekkingsreizigers.
Brandts was tevens een entomoloog, hij specialiseerde zich in kevers.

## Enkele soorten beschreven door Brandt
- Acipenser baerii Brandt, 1869 (Siberische steur)
- Acipenser gueldenstaedtii Brandt & Ratzeburg, 1833 (Russische steur)
- Acipenser schrenckii Brandt, 1869 (Amoersteur)
- Holothuria leucospilota Brandt, 1835 (zwarte zeekomkommer)
- Idotea ochotensis Brandt, 1851
- Ligia dilatata Brandt, 1833
- Paraechinus hypomelas Brandt, 1836 (Brandt's egel)
- Phacellophora camtschatica Brandt, 1835
- Phalacrocorax penicillatus Brandt, 1837 (Brandt's aalscholver)
- Somateria fischeri Brandt, 1847 (Brileider)
- Stichopus chloronotus Brandt, 1835 (zwarte zeekomkommer)
- Trionyx maackii Brandt, 1858 (Chinese weekschildpad)

## Enkele soorten vernoemd naar Brandt
- Lasiopodomys brandtii Radde 1861 (Brandt's woelmuis)
- Mesocricetus brandti Nehring, 1898 (Brandt's of Turkse hamster)
- Myotis brandtii Eversmann 1845 (Brandt's vleermuis)

## Werken
- Getreue Darstellung und Beschreibung der in der Arzneykunde gebräuchlichen Gewächse wie auch solcher, welche mit ihnen verwechselt werden können. 12 Volumes, 1805–1856 (continued from Johann Friedrich Brandt, Julius Theodor Christian Ratzeburg und Johann Friedrich Klotzsch). online Universiteit Düsseldorf
- Abbildung und Beschreibung der in Deutschland wild wachsenden und in Gärten im Freien ausdauernden Giftgewächse nach natürlichen Familien erläutert. Band 1: Phanerogamen Hirschwald, Berlin 1834 online Universiteit Düsseldorf
- Abbildung und Beschreibung der in Deutschland wild wachsenden und in Gärten im Freien ausdauernden Giftgewächse nach natürlichen Familien erläutert. Band 2: Kryptogamen Hirschwald, Berlin 1838 online Universiteit Düsseldorf

- Bibliothèque nationale de France: cb12560246d (data)
- Author citation (botany): Brandt
- CiNii: DA05676404
- Stuttgart Database of Scientific Illustrators 1450–1950: 5367
- Gemeinsame Normdatei: 104263148
- International Standard Name Identifier: 0000 0000 8132 9967
- Library of Congress Control Number: n84108206
- Nationale Bibliotheek van Tsjechië: xx0279419
- Nationale Bibliotheek van Israël: 987007277794705171
- Nederlandse Thesaurus van Auteursnamen: 074187279
- Système universitaire de documentation: 076054349
- Virtual International Authority File: 54263610
- WorldCat: E39PBJyCM9MGfP4Hhbgrw9rQbd